# Roberto García Parrondo
Roberto García Parrondo, španski rokometaš, * 12. januar 1980, Madrid.
Leta 2010 je na evropskem rokometnem prvenstvu s špansko reprezentanco osvojil 6. mesto.